# Bagrus docmak
Bagrus docmak е вид лъчеперка от семейство Bagridae. Видът не е застрашен от изчезване.

## Разпространение
Разпространен е в Бенин, Буркина Фасо, Бурунди, Габон, Гана, Гвинея, Демократична република Конго, Египет, Етиопия, Замбия, Камерун, Кения, Кот д'Ивоар, Мали, Нигер, Нигерия, Руанда, Сенегал, Танзания, Того, Уганда, Централноафриканска република и Южен Судан.

## Описание
На дължина достигат до 1,3 m, а теглото им е максимум 35 kg.
Продължителността им на живот е около 5 години.